# Asia Boxing Confederation
Die Asia Boxing Confederation (ASBC) ist ein asiatischer Boxverband im Amateurboxen und hat ihren Sitz in der kasachischen Hauptstadt Astana. Sie ist Mitglied der AIBA und organisiert die asiatischen Meisterschaften der Amateure.
Der derzeitige Präsident ist Serik Qonaqbajew.